# Lady Godiva (film fra 1921)
|  | For andre betydninger, se Lady Godiva (flertydig) |
Lady Godiva er en tysk stumfilm fra 1921 instrueret af Hubert Moest.
Filmen er baseret på legenden om den angelsaksiske adelskvinde Lady Godiva, der levede i England i midten af 1000-tallet og red nøgen, kun dækket af sit lange hår, gennem Coventry byen i protest mod de skatter, som hendes mand havde udskrevet til byens indbyggere.
Filmen blev vist i USA i 1922, men den britiske filmcensur forbød filmen.

## Medvirkende
- Ernst Deutsch
- Wilhelm Diegelmann
- Hedwig Pauly-Winterstein
- Hedda Vernon
- Eduard von Winterstein
- Gertrude Welcker
- Toni Zimmerer